# 奥拉西奥·卡萨林
奥拉西奥·卡萨林（西班牙語：Horacio Casarín，1918年5月25日—2005年4月10日），墨西哥男子足球运动员，司职前锋。他曾代表墨西哥国家队参加1950年国际足联世界杯，结果队伍止步小组赛阶段。